# Sparks (Texas)
Pour les articles homonymes, voir Sparks.
Sparks est une census-designated place située dans le comté d'El Paso, dans l’État du Texas, aux États-Unis. Sa population s’élevait à 4 529 habitants lors du recensement de 2010.